# مستشفى الغرباء في بغداد

مستشفى الغرباء في بغداد

مستشفى الغرباء أو خسته خانة الغرباء، أو مستشفى غرباء الكرخ، شُيـِّد هذا المستشفى في بغداد، زمن السلطان عبد العزيز الأول، وعلى غرار مستشفى غرباء، الموجود في أسطنبول،

وتم ربطه بادارة مدينة بغداد البلدية،
وهو أول مستشفى في العراق، ويقع على شاطيء دجلة في جانب الكرخ، وقد أمر ببناءه الوالي العثماني مدحت باشا وافتتحه عام 1872م.

## البناء
عند استلام مدحت باشا ولاية بغداد عام 1869م، ادرك تردي الواقع الصحي في بغداد، وخطط بضرورة إنشاء مستشفى لاهالي بغداد، فناقش الموضوع مع مجلس الولاية، وتم إختيار الحديقة التابعة لوقف سليمان باشا الواقعة على ضفاف نهر دجلة في الكرخ.ولعدم وجود ميزانية خاصة لبناء المستشفى، حث الميسورين من تجار بغداد واغنيائها بالتبرع لهذا المشروع، وكغيره من مباني مدحت باشا في بغداد، حيث استمد طابوق تشييده من بقايا سور بغداد، وقد استمد أموال أجور البناء واجور العمال له، من التبرعات التي قدمها أغنياء بغداد وأعيانها. ان هذا المستشفى لم يكن بما هو معروف الآن عن المستشفيات، بل كان أشبه بدار للعجزة.

## نظرة المجتمع
ان رعاية المريض ومداراته في تلك الحقبة كان يقوم بها أهل المريض وأقاربه، حيث كان الأهالي في تلك الأيام لا يستسيغون إيداع مرضاهم في مستشفى حكومي، بل جرت العادة ان يعتنوا بمرضاهم في بيوتهم. وكانوا يعتقدون ان الحكومة من شأنها قتل المرضى لا علاجهم.ولهذا قد تدهورت الأوضاع الصحية بشكل كبير في القرن التاسع عشر، بسبب إنتشار الأوبئة والأمراض السارية، وساعد على ذلك كوارث الفيضانات المتعاقبة، ولم تكن أماكن الرعاية الصحية متوفرة حينها، بإستثناء بناية (التنبلخانة)، التي كانت داراً للعجزة والمرضى العقليين، يقضون فيها اخر أيام حياتهم. ونتيجة لانعدام المستشفيات وانعدام الوعي الصحي فقد وقع اغلبية أبناء المجتمع ضحايا في براثن المشعوذين والدجالين.
لهذا كان المستشفى الذي بناه مدحت باشا مخصصاً للغرباء الذين إنقطعت بهم السبل وليس لهم أقارب يعتنون بهم في بيوتهم، ولم يلجأ إليه في الواقع سوى المعوزين والمتسولين والعجزة. وكان قد خصص فيه جناح خاص للمساجين، والمعتوهين، والعواهر.
ولكن البناية بقيت خالية، لعدم توفر الكادر الطبي لها، فاستخدمت بنايتها كمدرسة إعدادية لسنوات عدة، وعندما توفر الكادر الطبي تم إفتتاح المستشفى وبدأت العمل.

## ما آلت اليه المستشفى
ان هذا المستشفى قد اهمل بعد مدحت باشا وقلت المنفعة منه تدريجاً، حتى كادت تنعدم واصيبت بنايته بشقوق. ولكن في عام 1879م، عمل الوالي العثماني عبد الرحمن باشا على إصلاحه وتجهيزه بالأدوات والأدوية بمقدار ماساعدته الظروف في تلك الأيام. وفي 6 نيسان من تلك السنة أُعيد افتتاحه مجدداً، وحضر حفل افتتاحه جمع كبير من الناس.
ولكن في عام 1896م، قررت الحكومة الإستغناء عنه نهائياً، فأعطيت بنايته إلى دائرة المعارف وانتقل إليها المكتب الإعدادي الملكي.
ويبدوا ان هناك مستشفى آخر قد أنشأ في بغداد حمل نفس الأسم، أو ربما تجديد هذا المستشفى، جرى افتتاحه يوم الخميس الساعة الثالثة غروبية صباحا في 15 ذي الحجة 1318 ه‍، فحضر الوالي نامق باشا الصغير والمشير والاعيان والاشراف، وان البيانات تشير حول الحاجة الى مستشفى مثل هذا، ثم اتخذت حديقة امامه.
وكذلك ما ذكره الدكتور علي الوردي في لمحاته حيث قال:«عام 1910 أقام ناظم باشا حفلة (بالو) على ظهر باخرة من اجل إنشاء مستشفى الغرباء ببغداد، وكانت الحفلة مختلطة حضرها القناصل وزوجاتهم، وأفراد من الجاليات الأجنبية، وبعض من العائلات المسيحية».
وفي عام 1917م، تم إجراء اصلاحات ضرورية في المستشفى وزود بالتجهيزات الطبية اللازمة ليصبح مستشفى النسائية والتوليد في الكرخ. فعندما دخلت قوات الاحتلال البريطانية بغداد قامت بترميم مستشفى الغرباء العثماني، وأسمته (المستشفى المدني) وخصص لعلاج الأمراض النسائية والأطفال وكان ذلك في شهر آب 1917م. ثم اجريت عليه ترميمات جديدة ليتخذ المجلس التأسيسي العراقي من مبنى المستشفى مقراً له من سنة 1925 حتى سنة 1935م.وبعدها اعيد المبنى إلى دائرة الصحة العامة التي حولتها إلى مستشفى الكرخ الملكي.